# Colle San Magno
Colle San Magno – miejscowość i gmina we Włoszech, w regionie Lacjum, w prowincji Frosinone.
Według danych na rok 2004 gminę zamieszkiwało 819 osób, 18,6 os./km².